# Кочо, Валентин Степанович
Валентин Степанович Кочо (23 декабря 1913, Голта, Херсонская губерния — 16 августа 1990, Киев) — советский учёный, доктор технических наук (1952), профессор (1954).
Автор более 400 научных и научно-методических работ, в том числе 5 монографий, а также 70 изобретений.

## Биография
Родился 23 декабря 1913 года на станции Голта Херсонской губернии (ныне исторический район города Первомайск Николаевской области Украины) в семье земского врача Степана Ивановича Кочо (1882—1937) и его жены Александры Мануиловны Бартовской (1885—1951).
Окончив в 1927 году семилетку, начал трудовую деятельность учеником на машиностроительном заводе имени 25 октября (ныне Первомайский машиностроительный завод), позже был учеником электромонтёра почтово-телеграфной станции. В 1931 году с отличием окончил школу рабочей молодёжи и работал слесарем Первомайской МТС, затем электромонтёром Первомайской ГЭС.
В 1932 году поступил в Харьковский электротехнический институт.
В 1933 году переехал в Запорожье, где начал работать на заводе «Запорожсталь» и продолжил своё обучение на вечернем отделении филиала Днепропетровского металлургического института, который окончил с отличием в 1937 году по специальности «инженер-металлурга по производству стали». Работая инженером, был принят в аспирантуру этого же института и в начале 1941 года защитил кандидатскую диссертацию на кафедре металлургии, которой руководил профессор Николай Николаевич Доброхотов.
В марте 1941 года переведён в Уральский индустриальный институт, где работал доцентом, преподавал и выполнял научную работу на «Уралмашзаводе». После начала Великой Отечественной войны, в марте 1942 года был переведён на завод, где участвовал в налаживании производства оборонной продукции. В августе 1943 года снова продолжил работу доцентом УИИ.
После окончания войны академик Доброхотов основал, а затем возглавил кафедру металлургии, стали и промышленных печей Киевского политехнического института. Он же пригласил в КПИ В. С. Кочо, который начал работать в вузе 1 сентября 1947 года. В 1952 году Валентин Степанович защитил докторскую диссертацию и вскоре стал профессором. Занимался измерениями и разработкой средств автоматизации, в 1958 году по рекомендации Н. Н. Доброхотова организовал в институте кафедру автоматизации металлургических процессов и печей. В 1962 году кафедра получила новое название — автоматизации технологических процессов и производств — и была переведена на теплоэнергетический факультет. Заведовал кафедрой с 1958 года по 31 марта 1979 года. Одновременно в 1958—1959 годах был заместителем директора по научной работе Киевского института автоматики. Подготовил более 60 кандидатов и докторов наук, многие из которых стали учёными, среди них Владимир Леонтьевич Найдек, Виталий Александрович Перелома, Владимир Георгиевич Антосяк.
Умер 16 августа 1990 года в Киеве, где и был похоронен на Байковом кладбище рядом с женой — Кологривовых Анной Григорьевной.
Был награждён многими медалями, в числе которых «За доблестный труд в Великой Отечественной войне 1941—1945 гг.» (1945), «За трудовую доблесть» (1953), «В ознаменование 100-летия со дня рождения Владимира Ильича Ленина» (1970), «В память 1500-летия Киева» (1982), «Ветеран труда» (1984). Удостоен нагрудного знака «Изобретатель СССР».